# Liceo G.B. Brocchi
Il Liceo "G.B. Brocchi" è un istituto superiore di secondo grado con sede a Bassano del Grappa, nella provincia di Vicenza.

## Storia
Fondato nel 1819 sotto dominio austriaco, nasce dapprima come solo ginnasio. Nel 1872 l'istituto aggiunge anche un indirizzo tecnico e viene intitolato all'illustre naturalista bassanese Gian Battista Brocchi (1772–1826), in occasione del centenario dalla nascita. Nel 1928 il Liceo acquista infine la sua conformazione definitiva diventando un Liceo Ginnasio. È proprio in questo periodo, come risulta dai cataloghi di allora, che inizia la formazione di un primo nucleo di strumenti di fisica da cui poi sarebbe derivata la collezione tuttora conservata presso la scuola. L'attuale struttura a più indirizzi è legata alla sperimentazione intrapresa nella seconda metà del ventesimo secolo tra cui si annoverano, in particolare, la maxisperimentazione del 1975, il curricolo e i programmi “Brocca” del 1991, la nuova sperimentazione dei curricoli e dei Programmi “Proteo” del 1995, l′adesione al progetto ministeriale denominato “dell’Autonomia” del 1998.